# Kusajr
Kusajr (arabsky القصير al-Qusayr) je město v Sýrii v guvernorátu Homs. Leží jihozápadně od města Homs nedaleko hranice s Libanonem, kde tvoří spojnici mezi jižní Sýrií/Damaškem a syrským pobřežím. Právě tato poloha se mu stala osudnou během syrské občanské války, kdy vláda prezidenta Asada spolu s šíítskou militantní organizací Hizballáh v roce 2013 podnikly proti tomuto městu ofenzivu, oblehly ho a dobyly ho. Výsledkem bombardování a bojů bylo těžké poničení města a smrt stovek civilistů, jakož i bojovníků na obou stranách.